# Потерянный рай (поэма)
«Поте́рянный рай» (англ. Paradise Lost) — эпическая поэма Джона Мильтона, впервые изданная в 1667 в десяти книгах. В издании 1674 года книг стало 12. Поэма описывает белым стихом историю первого человека Адама.
Книга переиздавалась огромное количество раз и переведена на многие языки, включая русский.
Мильтон написал и продолжение — «Возвращённый рай». Считается, что в обеих поэмах нашли отражение как библейская история, так и бурная политическая жизнь в Англии XVII века и личная судьба автора.

## Сюжет
Поэма развивает сюжет книги Бытия о грехопадении людей, о сотворении мира и об образовании ада, который располагается в кромешной тьме (англ. utter darkness) или хаосе. Большую роль играет падший ангел, он же Сатана или Змей (англ. Serpent). Он восстаёт (англ. revolting) против Бога, так как не хочет преклонять колени перед его сыном; тайно уводит третью часть ангелов (бунтующих ангелов — англ. rebel Angels) и организовывает вооружённую борьбу против ангелов, и является причиной грехопадения человека. В поэме Адам и Ева вели супружескую жизнь и до грехопадения, но после него половая любовь стала носить иной характер. Ева в поэме очень красива и независима от Адама. После того, как она съела запретный плод, Ева даёт Адаму съесть плод во имя их любви, тот слушается, несмотря на то, что ангел Рафаил предупреждал его не есть. После нарушения приказа их изгоняют из Рая, и они должны потом добывать себе пропитание. Но сын заступается за них перед Богом, после чего спускается ангел и дарует им надежду на будущее.
В конце поэмы Адаму показывают будущее потомство и всё будущее вплоть до прихода Мессии.

## Содержание
- Книга первая — Сатана и его последователи, находясь в Аду, сетуют о своём нынешнем состоянии. Дабы поднять их дух, владыка преисподней устраивает смотр демонических сил. Помимо этого, Сатана сообщает о сотворении Нового Мира. Для обсуждения своего будущего вопроса адские владыки (англ. infernal Peers) собираются во вновь созданном чертоге Сатаны — Пандемонии (лат. Pandemonium). Ближайшим соратником Сатаны назван Вельзевул.
- Книга вторая — во время совещания предлагаются разные пути развития падшего сообщества: некоторые предлагают снова идти на штурм Небес, другие советуют заняться обустройством Ада. Сатана же предлагает отправить кого-нибудь одного в Новый Мир. Сообщество решает отправить туда своего владыку. Стражи врат Геенны Грех и Смерть открывают ему врата, а Хаос помогает добраться в нужное место.
- Книга третья — Бог постигает замысел Сатаны, но ведает, что в конечном итоге всё обратится к лучшему. Сын Божий готов взять на себя тяжкую долю спасения падшего человека. Тем временем Сатана достигает Солнца, управляемого архангелом Уриилом, и, скрыв свою сущность, узнаёт от него, как можно достичь вновь созданного мира.
- Книга четвёртая — увидев Рай, Сатана восхищается красотой этого места и внешним обликом прародителей, однако всё равно собирается извратить Божий замысел. Однако Уриил сообщает охраняющему Рай архангелу Михаилу о подозрительном госте. Тот отправляет стражей, которые обнаруживают врага, принявшего облик жабы, в Эдемском саду, и позволяет Сатане сбежать.
- Книга пятая — Ева рассказывает о своих тревожных снах Адаму. Бог посылает архангела Рафаила предупредить Адама о грозящей им опасности, чтобы тот не смог потом оправдаться, что ничего не знал, и вместе с тем рассказать ему историю начала войны в Небесах.
- Книга шестая — продолжение рассказа Рафаила о боевых действиях. Битва длится три дня, в первый день Ангелы, верные Богу, одерживают верх над мятежниками, однако на следующий день Сатана использует машины типа пушек, для уничтожения которых архангелы начинают кидать горы. На третий день в битву вмешивается Сын Божий, что ведёт к полному поражению Сатаны и его сторонников, которые низвергаются в Ад.
- Книга седьмая — продолжение рассказа Рафаила. Сын Божий в течение шести дней творит Новый Мир, в том числе Адама и Еву.
- Книга восьмая — Адам вопрошает о мироустройстве, но получает ответ, что это знать ему не нужно. Тогда он рассказывает о своих собственных воспоминаниях о жизни в Раю и встрече с Евой. Ещё раз напутствуя Адама держаться заповедей Бога, Рафаил удаляется.
- Книга девятая — Сатана в виде тумана проникает в Эдем, где вселяется в тело Змия. Затем он находит Еву, которая в этот день решала работать отдельно от Адама, и рассказывает ей, что, вкусив от запретного Древа познания добра и зла, Змий якобы обрёл способность говорить. Потрясённая этим, Ева после некоторых сомнений вкушает плод от Древа. Так как плод очень приятен на вкус, женщина даёт его Адаму. Тот, не желая расставаться со своей спутницей, соглашается на её уговоры. У них появляются похотливые желания, которые они тут же и стремятся удовлетворить. Однако после близости у прародителей возникают угрызения совести, и они ссорятся.
- Книга десятая — Богу становится известным о состоявшемся прегрешении, и он отправляет своего Сына для суда над людьми. Однако Сын Божий проникается состраданием к падшим. Тем временем Сатана возвращается в Ад по мосту, уже возведённому Хаосом. Грех и Смерть с радостью устремляются на землю. Сатана входит в Ад, где его встречают радостные сподвижники. Однако вместо радостных воплей они могут издавать только шипение. Ева предлагает Адаму отказаться от деторождения, однако Адам замечает, что это будет нарушением другой заповеди Божией.
- Книга одиннадцатая — Сын Божий рассказывает Богу о покаянии человека. Тот радуется этому, но говорит, что согрешившие люди больше не могут жить в Эдеме и посылает архангела Михаила вывести их вон. Михаил усыпляет Еву и показывает Адаму важнейшие из событий грядущей истории: убийство Каином Авеля, возникновение новых народов, которые осваивают ремёсла, появление исполинов, которые начинают войны, дальнейшее развращение человечества, строительство Ноем ковчега, потоп и спасение немногих праведников.
- Книга двенадцатая — продолжение видений. Крах строительства Вавилонской башни, появление Авраама, переселение Иакова в Египет, исход евреев под водительством Моисея оттуда, завоевание Иисусом Навином Ханаана, правление царя Давида, строительство и осквернение Храма и, наконец, вочеловечение, жизнь, крестную смерть и воскресение Иисуса Христа. После его вознесения на Землю нисходит Святой Дух, который созидает Церковь, однако со временем происходит отступление от веры в обрядоверие, но Спаситель вновь сойдёт на Землю и окончательно уничтожит Сатану. Утешенные этими видениями Адам и Ева покидают Эдем.

## Значение
Он, без отпора, за руку повёл

Её на затенённый бугорок,

Под сень ветвей, под кров густой листвы.

Фиалки, незабудки, гиацинты

И асфоделии служили им

Цветочным ложем, — мягкое как пух,

Прохладное земное лоно! Там

Они любви роскошно предались,

Всем наслажденьям плотским, увенчав

Провинность обоюдную, стремясь

Сознание греховности размыкать;

Затем, усталые от страстных ласк,

Заснули, усыплённые росой.
В противоположность героическим эпопеям Гомера и средневековым эпопеям, а также поэме Данте, «Потерянный Рай» не даёт простора творческому вымыслу поэта. Пуританин Мильтон избрал библейский сюжет и передавал его согласно словам Писания; кроме того, его действующие лица принадлежат большей частью к области сверхчеловеческой и не допускают реализма описаний.
С другой стороны, ангелы и демоны, Адам и Ева и другие действующие лица Мильтоновской эпопеи имеют определённый образ в народном воображении, воспитанном на Библии, — и от этих традиций Мильтон, поэт глубоко национальный, никогда не уклоняется. Эти особенности материала, над которым работал Мильтон, отражаются на его поэме; техническая сторона описаний условна, в изложении мало образности; библейские существа часто кажутся только аллегорией.
Великое значение «Потерянного Рая» — в психологической картине борьбы неба и ада. Кипучие политические страсти Мильтона помогли ему создать грандиозный образ Сатаны, которого жажда свободы довела до зла. Первая песнь «Потерянного Рая», где побежденный враг творца горд своим падением и строит пандемониум, посылая угрозы небу, — самая вдохновенная во всей поэме и послужила первоисточником демонизма Байрона и всех романтиков вообще.
Воинственная религиозность пуританина воплотила дух времени в образе души, рвущейся на свободу. Патетике этой демонической (в буквальном смысле слова) стороны «Потерянного Рая» соответствует идиллическая часть — поэтические описания рая, любви первых людей и их изгнания. Бесчисленные поэтические красоты в передаче чувств, музыкальность стиха, грозные аккорды, говорящие о непримиримости в деле веры, дают вечную жизнь эпопее XVII века.

## Переводы на русский язык
В разное время вышли следующие переводы: 
- 1740-е годы — перевод барона А. Г. Строганова (рукопись).
- Впервые полный текст «Потерянного Рая» на русском языке был напечатан в 1780 году в типографии русского просветителя Н. Новикова: прозаический перевод с французского архиепископа Амвросия (Серебренникова). Перевод переиздавался в России многократно.
- С английского три первые главы «Потерянного Рая» (прозой) перевёл в 1777 году известный переводчик «Энеиды» В. Петров, «карманный Екатеринин стихотворец».
- В XIX веке число переводов весьма умножилось. В переводе поэмы пробовали силы известные поэты: Н. И. Гнедич — отрывок о слепоте из Кн. III (1805 г.),
- Л. Мей — отрывки из Кн. I (1858 г.) и Кн. IV (1860 г.).
- Наиболее точен прозаический перевод профессора Московского университета А. 3. Зиновьева (1861 г.), который является по существу идеальным подстрочником.
- Позднее пользовались известностью стихотворные переводы О. Чюминой (1899 г.), Е. Кудашевой (1910 г.) и Н. А. Холодковского (1911 г.).
- Задуманное в середине 1930-х годов издательством «Academia» научное издание «Потерянного Рая» под редакцией Д. Н. Святополк-Мирского в переводе С. Н. Протасьева и с комментарием А. Ведена не было осуществлено (ЦГАЛИ, ф. 692, оп. 1, ед. хр. 1167, 1168).
- 1976 год, Арк. Штейнберг, БВЛ («Художественная литература»). Перевод Аркадия Штейнберга переиздавался неоднократно (не только в рамках БВЛ — например, в издательстве «Кристалл», СПб, 1999).

## Иллюстрации
Поэма неоднократно иллюстрировалась, наиболее известные из них сделаны Уильямом Блейком (иллюстрации) и Гюставом Доре.